# Anna von Bussnang
Anna von Bussnang († 24. Oktober 1404 in Zürich) war von 1398 bis 1404 Fürstäbtissin des Fraumünsterklosters in Zürich und damit die Herrin der Stadt.

## Leben
Anna von Bussnang entstammte dem thurgauischen Freiherrengeschlecht von Bussnang, welches im 12. und 15. Jahrhundert belegt ist. Die erste Urkunde aus ihrer Hand stammt vom 5. Februar 1398 und trägt noch das Siegel ihrer Vorgängerin Beatrix von Wolhusen, die damals noch lebte. Ihre Weihe zur Äbtissin erhielt sie am 8. August 1398. Im Konvent lebte sie zu dieser Zeit mit sechs Mitschwestern.
Anna von Bussnang erneuerte die Zoll- und Münzrechte von Zürich. Während ihrer Regentschaft gingen die wichtigen Rechte der Reichsvogtei an die aufstrebende die Stadt über.